# B.O.S.S.
Pour les articles homonymes, voir Boss (homonymie).
B.O.S.S. est un label discographique français de hip-hop, anciennement basé à Paris, Île-de-France, actif entre 1998 et 2013. Durant son existence, il est dirigé par Sony BMG, dérive du crew B.O.S créé par le tagueur Sheek, JoeyStarr reprend le nom en 1998 avec DJ Spank et DJ Naughty J, membres du groupe de hip-hop français Suprême NTM. Le label ferme ses portes en 2013.

## Histoire
B.O.S.S. est un acronyme récursif signifiant « Boss Of Scandalz Strategyz ». Le 14 mai 1999, le label fait paraître sa première compilation, B.O.S.S. Volume 1, regroupant une quinzaine de rappeurs, dont Lord Kossity, Mass, FatCap, Sniper et Iron Sy. Le single Comme chaque été enregistré par JoeyStarr et FatCap suit pendant le 27 juillet 1999 au label Epic. Entretemps, l'émission SkyB.O.S.S. (1998–2004) sert de vitrine à Skyrock, qui réalise une très belle part d'audience à ce moment-là, et est animée par JoeyStarr, DJ Spank et DJ Naughty J.
Après avoir produit l'album Black Mama de la rappeuse Lady Laistee, B.O.S.S. sort sa deuxième compilation, Boss Of Scandalz Strategyz Vol.2, le 6 juin 2000, et participe le 9 mars 2001 à la compilation Le Clash du groupe Suprême NTM. Ils produisent aussi, avec Funky Maestro, la bande originale du film Old School. Le 23 septembre 2003 est lancé sur le marché un DVD, Who's The B.O.S.S., qui suit toutes les pérégrinations du collectif en tournée et en studio. La même année JoeyStarr et DJ Spank produisent la bande originale du film Yamakasi. Le 7 décembre 2004, le label B.O.S.S. revient de nouveau avec sa troisième compilation, Opus 3, qui contient les morceaux Freestyle et Danger.
Le 19 juin 2006, une sélection personnelle de JoeyStarr sort en compilation (mixé par DJ James), My Playlist, au label Wagram et non B.O.S.S. Le 26 juin 2006, le label sort le premier album de Iron Sy, Irony, puis le 16 octobre 2006, JoeyStarr sort son premier album solo Gare au Jaguarr. Entretemps, le label perd de nombreux artistes : Naja, Vip.R, FatCap, SpeedBond 007, et surtout DJ Spank ;  ce dernier explique son départ en disant qu'il y avait un conflit d'égo avec JoeyStarr[Quand ?][réf. nécessaire]. Le 14 mars 2007, le tribunal de grande instance, par l'intermédiaire de la marque et du groupe allemand Hugo Boss, fait interdire l'utilisation de la marque B.O.S.S. de JoeyStarr.
Le 12 avril 2012, le label est mis en liquidation judiciaire. Il ferme finalement ses portes le 20 février 2013.

## Discographie

### Albums collectifs
- 1999 : B.O.S.S. Volume 1
- 2000 : Boss Of Scandalz Strategyz Vol.2
- 2004 : B.O.S.S. Opus 3

### Albums solo
- 2006 : Irony – Iron Sy
- 2006 : Gare au Jaguarr – JoeyStarr
- 2011 : Egomaniac – JoeyStarr

## Artistes
- JoeyStarr
- Nathy
- D.Dy
- Fat Cap (Ferk Daxxx, Bobby Buntlack ont quitté le label en 2006)
- Iron Sy (ancien membre, départ du label en 2006)
- Lord Kossity (ancien membre, départ du label en 2000)
- Jaeyez (ancien membre, départ du label en 2005)
- Naja (ancien membre, départ du label en 2005)
- Vip.R (ancien membre, départ du label en 2005)
- Mass (ancien membre, départ du label en 2002)
- SpeedBond 007 (ancien membre, départ du label en 2005)
- Mayday Killabizz